# 국제고등학교 (광주)
국제고등학교(國際高等學校)는 대한민국 광주광역시 북구 삼각동에 위치한 사립 고등학교이고, 1986년 3월에 광주전남외국어고등학교로 첫 개교했다.

## 학교 연혁
- 1957년 9월 23일 : 충무정신 함양을 위하여 무광사 건립
- 1966년 11월 19일 : 학교법인 춘태학원 설립인가, 설립자 최병채 선생
- 1966년 11월 29일 : 학교법인 춘태학원 이사장에 최석태 선생 취임
- 1985년 11월 7일 : 전남외국어학교 설립 인가
- 1986년 3월 1일 : 초대 교장 박장용 선생 취임
- 1986년 3월 5일 : 전남외국어학교 개교 및 입학식
- 1990년 3월 3일 : 국제고등학교로 교명 변경
- 2005년 3월 1일 : 2005푸른숲 가꾸기 선정
- 2023년 2월 3일 : 제35회 232명 졸업(총 13,525명)
- 2023년 3월 2일 : 신입생 280명 입학
- 2023년 3월 2일 : 제7대 교장 박승민 선생 취임

## 참고 자료
- 국제고등학교 - 한국교육학술정보원 학교알리미